# Éditions Larousse

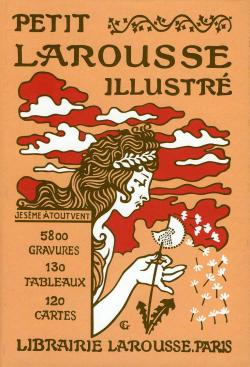
Petit Larousse Illustré eerste uitgave (1905)

Éditions Larousse is een Franse uitgeverij die gespecialiseerd is in naslagwerken zoals woordenboeken en encyclopedieën. Zij is opgericht door Pierre Larousse. Een van de bekendste uitgaven is "Le Petit Larousse".
Éditions Larousse heeft altijd haar activiteiten gericht op taal en de Franse taal in het bijzonder. Zo publiceerde het huis tijdschriften als "Vie et langage", alsmede tijdschriften als "Langue française" en "Langages". Ze heeft ook boeken gepubliceerd over taalkunde zoals de legendarische collectie "Langue et Langage".

Éditions Larousse is sinds 2004 een dochteronderneming van Hachette Livre.
Veel uitgaven van Larousse zijn vertaald, onder andere in het Nederlands.

## Geschiedenis
De uitgeverij wordt in 1852 opgericht door Pierre Larousse en Augustin Boyer onder de naam "Librairie Larousse et Boyer". De uitgeverij was onafhankelijk tot 1983, toen zij in handen kwam van achtereenvolgens C.E.P. Communication, de Franse mediagroep Vivendi (1998) en ten slotte Hachette Livre (2004), een onderdeel van Groupe Lagardère.

## Uitgaven
- Petit Larousse, ook wel genoemd Petit Larousse illustré, een encyclopedisch woordenboek, eerste editie 1905.
- Grand Larousse illustré, een driedelige encyclopedie met 85.000 artikelen, wordt samen met een multimedia-versie verkocht.
- Encyclopédie Universelle Larousse, een multimedia-encyclopedie met 150.000 artikelen. De drie edities Edition Prestige, l'Intégrale en l' Essentielle met meer resp. minder multimediasupplementen.
- Larousse Gastronomique, een encyclopedisch kookboek.
- Vertaalwoordenboeken voor Nederlands, Duits, Engels, Italiaans, Catalaans, Portugees, Spaans en andere talen.